# Shannon Brown
Shannon Brown (* 29. November 1985 in Maywood, Illinois) ist ein ehemaliger US-amerikanischer Basketballspieler, der die meiste Zeit seiner Profikarriere in der NBA aktiv war.

## Karriere
Bei seinem Schulabschluss an der Proviso East Highschool bekam Brown den Titel als „Illinois Mr. Basketball 2003“ verliehen für den besten Basketballspieler des Jahres einer Schulmannschaft in Illinois. Zum Studium ging Brown an die Michigan State University, wo er ab 2003 unter Trainer Tom Izzo für die Hochschulmannschaft Spartans in der Big Ten Conference der NCAA spielte. Bereits nach drei Jahren beendete er sein Studium und meldete sich zum Entry Draft der am höchsten dotierten Profiliga NBA an.
Im NBA-Draft 2006 wurde Brown in der ersten Runde an 25. Position von den Cleveland Cavaliers ausgewählt. In den folgenden beiden Jahren wurde er von den Cavaliers jeweils einmal für wenige Tage an die „Farmteams“ Albuquerque Thunderbirds und Rio Grande Valley Vipers in der NBA Development League (D-League) abgestellt, bevor er im Februar 2008 in einem Spielertausch zu den Chicago Bulls kam, die ihn kurz darauf ebenfalls an ihr Farmteam Iowa Energy in der D-League abstellten. Nach Auslaufen seines Vertrages wurde Brown im Sommer 2008 von den Charlotte Bobcats verpflichtet, die ihn im Februar 2009 zusammen mit Adam Morrison für Vladimir Radmanović an die Lakers aus Los Angeles abgaben.
Mit den Lakers gewann Brown in der Saison 2008/09 die NBA-Meisterschaft. In der folgenden Saison er Brown seine bis dahin produktivste Spielzeit, als er beim Meister und Titelverteidiger in allen 82 regulären Saisonspielen mit durchschnittlich gut 20 Minuten Einsatzzeit pro Spiel eingesetzt wurde. Die Lakers konnten den Titel erfolgreich verteidigen.

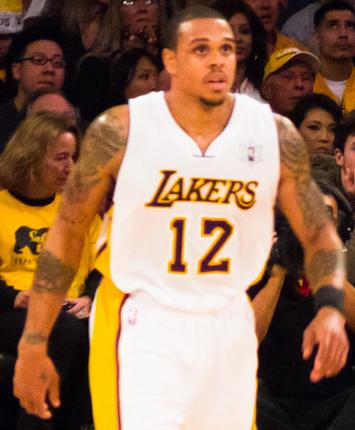
Brown bei den Lakers (2010)

In der folgenden Saison scheiterten sie am „Three-peat“, als sie in den Play-offs am späteren neuen Titelgewinner Dallas Mavericks um Dirk Nowitzki ohne einen Sieg scheiterten. Anschließend wechselte Brown als Free Agent zu den Phoenix Suns. Nach zwei Jahren bei den Suns kam er vor Beginn der NBA 2013/14 in einem mehrere Spieler umfassenden Spielertausch zu den Washington Wizards, die ihn noch vor Saisonbeginn kurze Zeit später wieder aus ihrem Kader strichen.
Erst im Februar 2014 erhielt Brown zwei aufeinanderfolgende befristete Kurzzeitverträge bei den San Antonio Spurs, bevor er im März 2014 nach zwei weiteren Zehn-Tages-Verträgen bei den Knicks aus New York City für den Rest der Saison verpflichtet wurde. Nachdem die Knicks die Play-offs verpasst hatten, bekam Brown im Sommer 2014 einen Vertrag beim Vizemeister Miami Heat, die Brown nach drei Monaten, Ende November 2014, bereits wieder aus seinen vertraglichen Verpflichtungen entließen.
Brown ist unter anderem für seine spektakulären Dunks bekannt. 2010 war er im NBA All-Star Weekend Slam Dunk Contest ein im Vorfeld favorisierter Teilnehmer, konnte sich aber nicht für die Endrunde dieser Veranstaltung qualifizieren, bei der dann Nate Robinson den Titel des Wettbewerbs holte.

## Privates
Browns zehn Jahre jüngerer Bruder Sterling spielt seit 2020 in der NBA für die Houston Rockets.